# Lingue goideliche
Le lingue goideliche o gaeliche sono un ramo delle lingue celtiche insulari parlate nelle Isole britanniche.

## Distribuzione geografica
Secondo Ethnologue le lingue goideliche sono attualmente parlate da circa mezzo milione di persone in Scozia ed in Irlanda.

## Classificazione
Le lingue celtiche vengono tradizionalmente classificate in continentali e insulari; queste ultime sono a loro volta divise in lingue goideliche e lingue brittoniche.
Secondo Ethnologue, le lingue goideliche comprendono: 
- lingua gaelica iberno-scozzese [ghc]
- lingua gaelica irlandese [gle] (Gaeilge)
- lingua gaelica scozzese [gla] (Gàidhlig)
- lingua mannese [glv] (Gaelg)

## Storia
Tra il III e il VI secolo il goidelico fu portato dai celti d'Irlanda (conosciuti come Scoti dai Romani), che assimilarono i Pitti (che vivevano nell'area e che probabilmente parlavano una lingua brittonica).
Come risulta da alcune attestazioni, un tempo le lingue goideliche erano diffuse anche in Europa: in Galizia (in Spagna), in Portogallo, nell'area di Marsiglia e in quella delle sorgenti della Senna, in alcune zone della Svizzera e dell'Austria. L'unica forma scritta del goidelico è l'Ogham, utilizzato dal IV/V secolo al XV, soprattutto per sculture in pietra o legno.
La più antica forma scritta di goidelico è l'irlandese primitivo, attestato in iscrizioni oghamiche di IV secolo. L'irlandese antico fu invece utilizzato dal VI al X secolo sui margini dei manoscritti religiosi in latino.
L'irlandese medio, antenato delle moderne lingue goideliche, fu invece usato nel linguaggio letterario irlandese e scozzese fino al XVII secolo e nei due paesi fino al XVIII. In seguito all'espansione coloniale e allo spopolamento forzato delle Highlands scozzesi (e ai conseguenti genocidi e pulizie etniche), il gaelico scozzese si diffuse anche in Canada (Gaelico Canadese), Nuova Zelanda ed in altre colonie. Spesso chiamato irlandese classico, le forme scritte dell'irlandese moderno e del gaelico scozzese sono semplici modernizzazioni della lingua classica.